# レベッカ・アドリントン
レベッカ・アドリントン（Rebecca Adlington OBE, 1989年2月17日 - ）は、イギリスの競泳選手。
北京オリンピック女子400m自由形と800m自由形で金メダルを獲得した。800m自由形では8分14秒10とジャネット・エバンスの世界記録を19年ぶりに2秒以上更新した。

## 自己ベスト
- 長水路
  - 200 m 自由形: 1分56秒66
  - 400 m 自由形: 4分02秒24
  - 400 m 自由形: 8分14秒10（世界記録）
- 短水路
  - 200 m 自由形: 1分59秒25
  - 400 m 自由形: 4分04秒19
  - 800 m 自由形: 8分08秒25